# Aert van der Neer

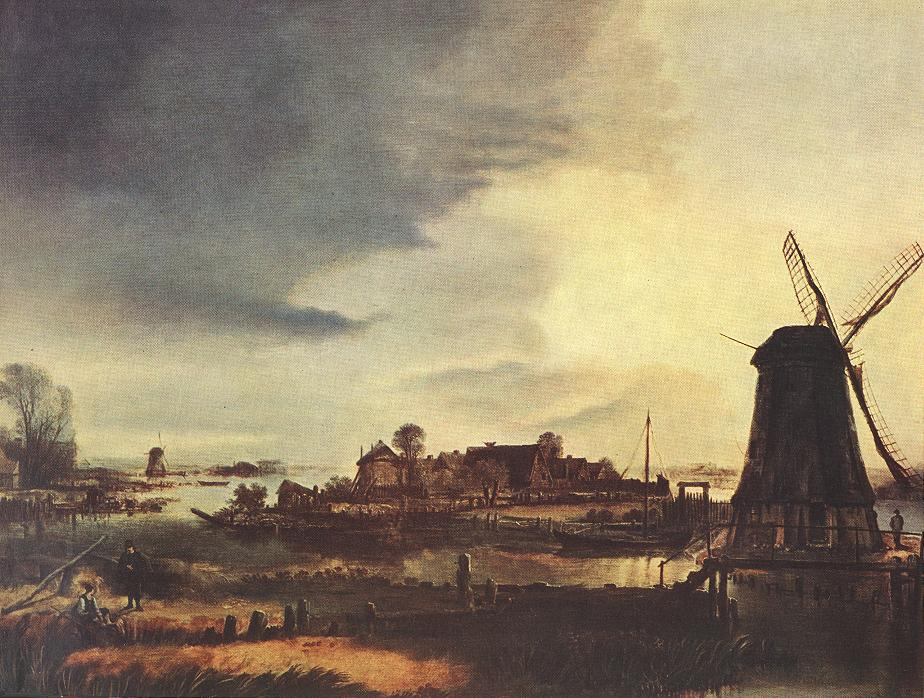
Pejzaż z wiatrakiem, ok. 1647-49

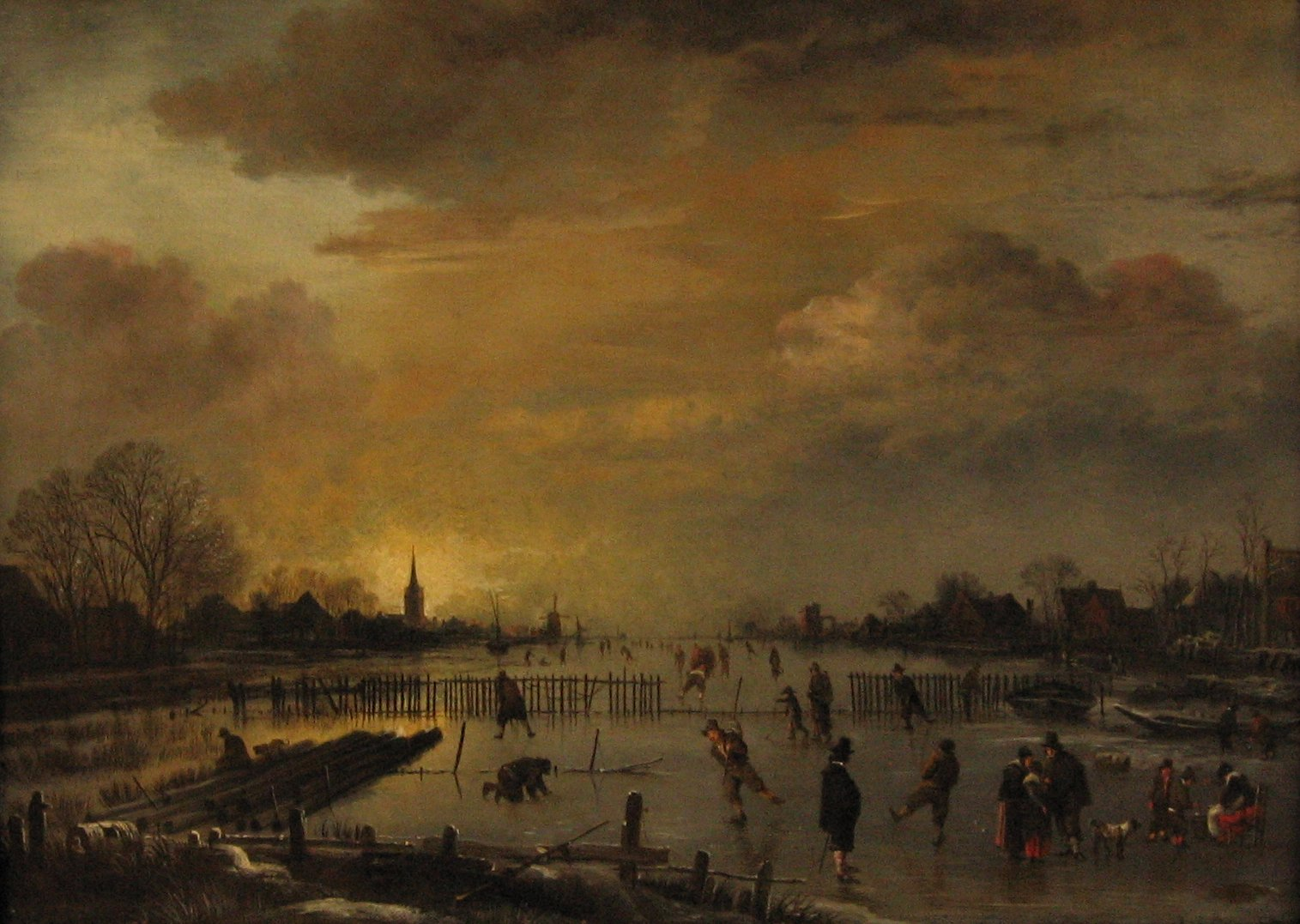
Pejzaż zimowy, 1655

Aert van der Neer (ur. 1603 w Amsterdamie, zm. 9 listopada 1677 tamże) – holenderski malarz, pejzażysta.
Życie Neera nie zostało dobrze poznane, mieszkał i pracował w Amsterdamie, lecz jego prace mogą świadczyć o tym, że odbywał podróże m.in. po dolinie Mozy i Renu, odwiedził też prawdopodobnie Utrecht. W 1629 ożenił się z Lysbeth, siostrą malarza Jochema Govertsza Camphuysena, z którą miał sześcioro dzieci. Jego syn Eglon van der Neer i wnuk Aert van der Neer Młodszy również byli malarzami. Artysta nie zdobył uznania za życia, przez pewien czas był zmuszony prowadzić oberżę, która ostatecznie zbankrutowała. Zmarł w zapomnieniu i niedostatku w 1677.
Aert van der Neer malował przede wszystkim pejzaże, w których koncentrował się na efektach świetlnych. Jego pierwsze prace przejawiały wpływy tzw. szkoły frankentalskiej, której reprezentantami byli Alexander Keiricx czy Gillis de Hondecoutre. Jego płótna z początku lat czterdziestych o ograniczonej palecie barw ziemistych wskazywała na wpływ malarzy haarlemskich. Pod koniec lat czterdziestych wypracował własny styl. Posługiwał się stonowaną i niemal monochromatyczną kolorystyką, preferował tematykę zimową, często przedstawiał holenderskie rzeki i kanały. Najbardziej popularne obecnie są jego przedstawienia krajobrazów w poświacie księżycowej, oraz ulotne chwile zarejestrowane o brzasku i zmierzchu.
Najcenniejsze obrazy malarza posiada Ermitaż w Sankt Petersburgu. W zbiorach Muzeum Narodowego w Warszawie znajduje się obraz Światło księżyca.

## Wybrane prace
- Jeźdźcy nad rzeką, 1635, Kolonia Galerie Edel
- Rzeka zimą, 1645, Ermitaż,
- Pejzaż z wiatrakiem, 1647-49, Ermitaż,
- Światło księżyca, ok. 1645-50, Haga,
- Rzeka w blasku księżyca, 1645, Rijksmuseum w Amsterdamie,
- Miasto nad zamarzniętą rzeką o zmierzchu, ok. 1665, Londyn